# Ab urbe condita
Ab urbe condita lub anno urbis conditae (AUC lub A.U.C.) – łacińskie wyrażenie oznaczające „od założenia Miasta” (Rzym), co wydarzyło się, według obliczeń, 21 kwietnia roku 753 p.n.e.
Jedna z wielu metod używanych w czasach rzymskich przez historyków do liczenia lat przeszłych, gdy w użytku był kalendarz rzymski i juliański. System ten, zaproponowany przez Warrona, został zastąpiony przez Anno Diocletiani (A.D.), który z kolei został stopniowo wyparty przez Anno Domini (A.D.).
Niektórzy współcześni historycy  twierdzą, że wyrażenia tego tak naprawdę nie używano w świecie antycznym i używanie go w taki sposób pojawiło się dopiero współcześnie. Występuje ono wszelako np. w księdze XVIII, rozdziale 107 „Historii naturalnej” Pliniusza Starszego: Pistores Romae non fuere ad Persicum usque bellum annis ab urbe condita super DLXXX (w Rzymie nie było piekarzy aż do wojny z Perseuszem przez ponad 580 lat od założenia miasta), albo w ks. XXXV rozdziale 22 tegoż, gdzie znowu następuje datowanie tym systemem. Podobnie u innych autorów, jak Pompejusz Festus, Sekstus Juliusz Frontyn, Gelliusz, Tytus Liwiusz, Serwiusz. Skrót „AVC” poświadczony jest przez Waleriusza Probusa.
Ab urbe condita to także tytuł monografii Liwiusza poświęconej historii Rzymu oraz utworu Juliana Tuwima.

## Porównanie kalendarzy
| Lata według olimpiad  | AUC  | kalendarz gregoriański |
| --------------------- | ---- | ---------------------- |
| 1. rok 1. olimpiady   | —    | 776 p.n.e.             |
| 4. rok 6. olimpiady   | 1    | 753 p.n.e.             |
| 4. rok 194. olimpiady | 753  | 1 p.n.e.               |
| 1. rok 195. olimpiady | 754  | 1 n.e.                 |
| 4. rok 694. olimpiady | 2753 | 2000                   |
| 4. rok 697. olimpiady | 2765 | 2012                   |
| 3. rok 700. olimpiady | 2776 | 2023                   |